# 索耶加奥恩
索耶加奥恩（Soyagaon），是印度马哈拉施特拉邦Nashik县的一个城镇。总人口21822（2001年）。

## 人口
该地2001年总人口21822人，其中男性11364人，女性10458人；0—6岁人口2563人，其中男1336人，女1227人；识字率80.74%，其中男性为85.15%，女性为75.96%。